# Преко Мораче
Преко Мораче је подгоричка четврт. Име четврти потиче од његовог положаја у односу на центар града, који се налази са друге стране Мораче. Већина насеља је изграђена непосредно послије Другог свјетског рата. У насељу се налазе стамбене зграде типичне за другу Југославију (углавном широки павиљони са 5-6 спратова и пар зграда до 10 спратова). У почетку су у овом насељу живјеле породице припадника ЈНА, иако се ово промијенило током посљедњих година. Ипак, многи становници Преко Мораче су и даље на неки начин повезани са бившом ЈНА.
Од почетка изградње, насеље је имало репутацију мјеста погодног за живот, због релативно добро сачињеног урбанистичког план са широким улицама и великим зеленим површинама. Иако су стамбене зграде неинвентивног и базичног дизајне, оне су солидно изграђене и добро подносе старење.
Булевар Светог Петра Цетињског у овом дијелу града је омиљено шеталиште Подгоричана, са бројним кафићима и ресторанима. Овај дио града је такође дом Владе Црне Горе, црногорског Министарства унутрашњих послова, зграде Министарства финансија, спортског центра Морача и ОШ Максим Горки.
Четврт Крушевац је наставак четврти Преко Мораче. Она се простире југозападно од Булевара револуције и у њему је смјештен Клинички центар Црне Гора, зграда РТЦГ и парк Крушевац.
Вектра је дио Преко Мораче која је добила име по компанији која је саградила прву зграду у овом дијелу града. Овдје се налази и Римски трг. Ту је сједиште црногорских телекомуникационих оператера, бројних банаке, луксузни хотел и велики број ексклузивних кафића, ресторана и бутика.